# 托瓦尔
托瓦尔，是西班牙卡斯蒂利亚-莱昂布尔戈斯省的一个市镇。总面积12平方公里，总人口50人（2001年），人口密度4人/平方公里。